# Pilosella hypeurya
Pilosella hypeurya — вид рослин із родини айстрових (Asteraceae).

## Середовище проживання
Зростає у Європі, на Кавказі й пн.-сх. Туреччині (пн. Іспанія, Франція, Андорра, Іспанія, Німеччина, Швейцарія, Австрія, Ліхтенштейн, Італія, Угорщина, Словенія, Хорватія, Боснія та Герцеговина, Чорногорія, Болгарія, Греція, Україна, Північний Кавказ, Грузія, Вірменія, Азербайджан, Туреччина (пн.-сх. Анатолія)).